# Miles Thomas, Baron Thomas
William Miles Webster Thomas, Baron Thomas DFC (* 2. März 1897 in Cefn Mawr, Wrexham, Wales; † 8. Februar 1980) war ein britischer Wirtschaftsmanager, der 1971 als Life Peer aufgrund des Life Peerages Act 1958 Mitglied des House of Lords wurde.

## Leben
Thomas, Sohn eines Landbesitzers, trat nach dem Besuch der Bromsgrove School zu Beginn des Ersten Weltkrieges seinen Militärdienst an und fand als Angehöriger eines Panzerwagen-Schwadrons Verwendung in Ostafrika. Nach seiner Rückkehr wurde er zum Royal Flying Corps versetzt und wurde nach seiner Pilotenausbildung bei Geschwadern in Ägypten, an der Mesopotamienfront, in Persien und Südrussland eingesetzt. Für seine Verdienste im Luftkampf und bei Tiefflugeinsätzen wurde er mit Distinguished Flying Cross (DFC) ausgezeichnet. 
Nach Kriegsende war er als Ingenieur und trat 1924 als Manager und Verkaufsberater in das von William Richard Morris gegründete Automobilunternehmen Morris Motor Company ein, in dem er seit 1927 Direktor und Leiter der Verkaufsabteilung war, ehe er dort schließlich zwischen 1940 und 1947 Geschäftsführer war. Daneben wurde Thomas, der 1943 zum Knight Bachelor geschlagen wurde und fortan den Namenszusatz „Sir“ führte, Vorsitzender der Cruiser Tank Production Group sowie Mitglied des Beratungskomitees der Regierung von Premierminister Winston Churchill. 
Im Januar 1949 wurde Thomas, der seit 31. März 1948 stellvertretender Vorstandsvorsitzender war, als Nachfolger von Sir Harold Hartley Vorstandsvorsitzender der Fluggesellschaft British Overseas Airways Corporation (BOAC) und führte dieses Unternehmen, ehe er 1956 nach einem Streit mit dem damaligen Transportminister Harold Watkinson zurücktrat. In einer Debatte im House of Lords wurde durch George Douglas-Hamilton, 10. Earl of Selkirk ein derartiger Streit angezweifelt. In seiner Zeit als Vorsitzender der BOAC kam es 1954 zu mehreren Abstürzen des vierstrahligen Düsenverkehrsflugzeugs De Havilland DH.106 Comet.
Nach seinem Rücktritt wurde er 1956 Vorsitzender des Aufsichtsrates des Chemieunternehmens Monsanto Chemical Ltd. und war darüber hinaus zeitweise auch Aufsichtsratsmitglied von British Airways. Ferner fungierte er als Vorstandsvorsitzender des 1962 gegründeten Mergers & Acquisitionsunternehmens Chesham Amalgamations sowie als Vorsitzender des Nationalen Sparausschusses (National Savings Committee). Im Jahr 1964 veröffentlichte er eine Autobiografie mit dem Titel Out on a Wing: An Autobiography.
Zuletzt wurde Thomas durch ein Letters Patent vom 29. Januar 1971 aufgrund des Life Peerages Act 1958 als Life Peer mit dem Titel Baron Thomas, of Remenham in the Royal County of Berkshire, zum Mitglied des House of Lords in den Adelsstand berufen.

## Veröffentlichungen
- Out on a Wing: An Autobiography, 1964